# Grey—Bruce
Pour les articles homonymes, voir Grey et Bruce.
Grey—Bruce fut une circonscription électorale fédérale de l'Ontario, représentée de 1935 à 1968.
La circonscription de Grey—Bruce a été créée en 1933 à partir de Bruce-Sud et de Grey-Sud-Est. Abolie en 1966, elle fut redistribuée parmi Bruce, Grey—Simcoe et Wellington—Grey.

## Géographie
En 1933, la circonscription de Grey—Bruce comprenait:
- Dans le comté de Grey:
  - Les cantons d'Artemesia, Bentinck, Egremont, Glenelg, Normandy, Proton et Sullivan
- Dans le comté de Bruce
  - Les cantons de Brant, Carrick et d'Elderslie

## Députés
1. 1935-1940 — Agnes Campbell Macphail, Fermier-Uni/Travailliste
2. 1940-1957 — Walter Edward Harris, PLC
3. 1957-1965 — Eric Alfred Winkler, PC

- PC = Parti progressiste-conservateur
- PLC = Parti libéral du Canada